# Cascada de Cheonjiyeon
La Cascada de Cheonjiyeon (en coreano: 천지연폭포; No se debe confundir con la Cascada de Cheonjeyeon) es una cascada en la isla de Jeju al sur de Corea del Sur. Literalmente, el nombre Cheonjiyeon significa Cielo (Ch'eon) conectado con la tierra (ji).  Es una de las principales atracciones turísticas de Jeju-do. Es de 22 m (72 pies) de alto y 12 m (39 pies) de ancho. Aunque el agua siempre cae en un área en particular, dependiendo de la cantidad de lluvia reciente, el agua puede extenderse.  En la parte inferior de la cascada hay un estanque artificial que es de 20 m (66 pies) de profundidad. Dos pequeñas presas ayudan a mantener el agua a un nivel específico. Las rocas volcánicas forman grandes puentes terrestres que permiten a los turistas posar para fotografías en frente de las cataratas. 